# Kullerlöpare
Kullerlöpare (Carabus convexus) är en skalbaggsart som beskrevs av Fabricius 1775. Kullerlöpare ingår i släktet Carabus, och familjen jordlöpare. Enligt den finländska rödlistan är arten sårbar i Finland. Enligt den svenska rödlistan är arten sårbar i Sverige. Arten förekommer i Götaland. Artens livsmiljö är torra gräsmarker.

## Bildgalleri

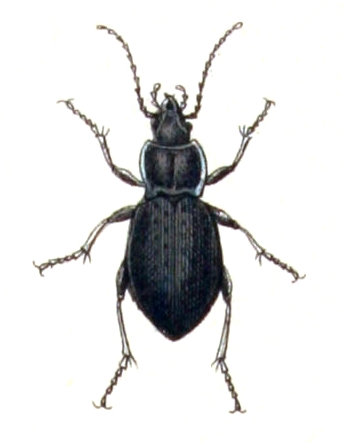
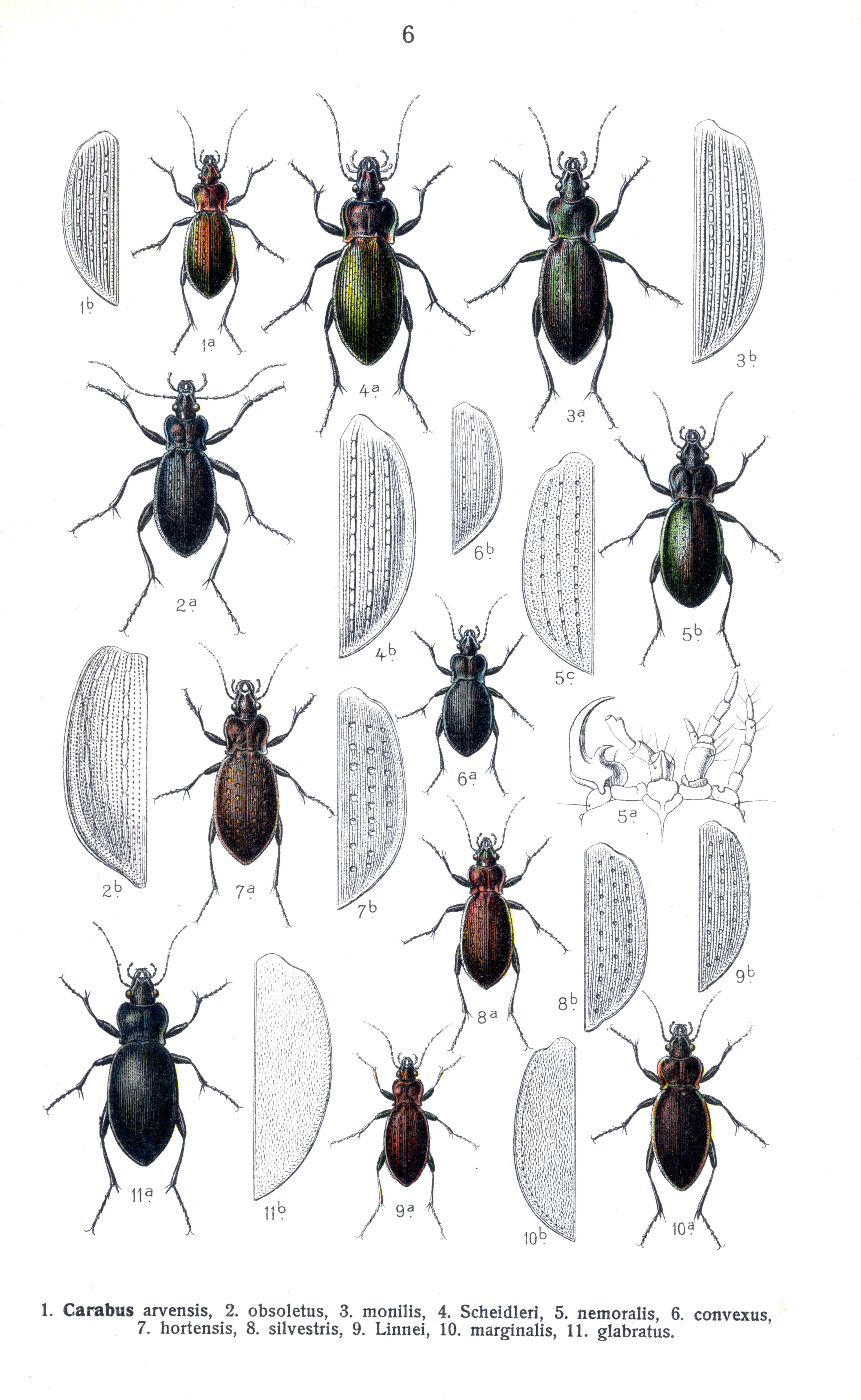
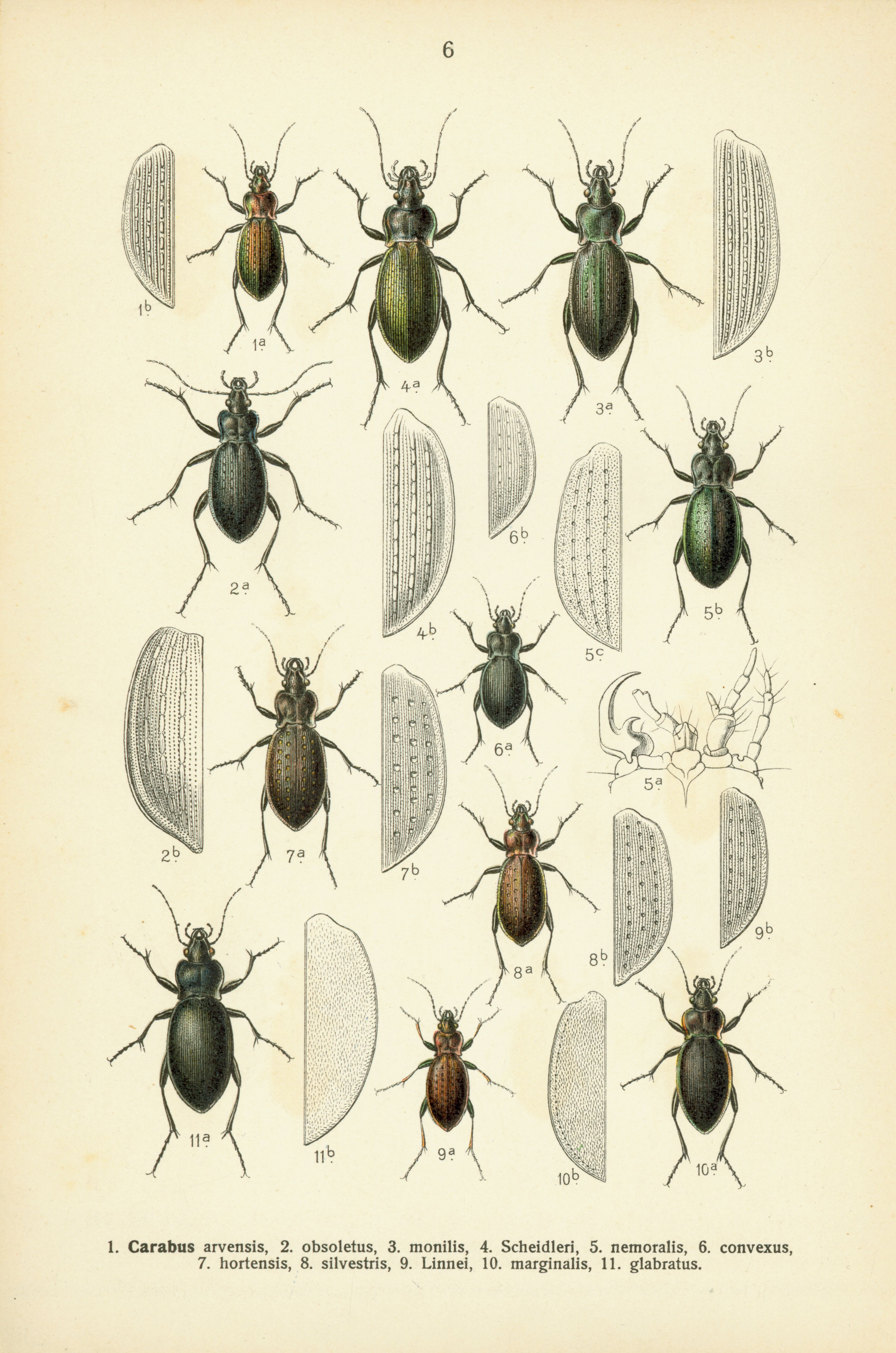